# Štítenka morušová
Štítenka morušová (Pseudaulacaspis pentagona) je druh hmyzu, který napadá více než 100 rostlinných rodů včetně mnoha ovocných stromů a okrasných rostlin.
Jde o invazní druh, který se rozšířil do mnoha zemí světa ze své domoviny ve východní Asii. V České republice byla štítenka morušová poprvé zjištěna na katalpě trubačovité v roce 2005, v roce 2018 také na rybízu červeném.

## Popis
Dospělá samice je až 2,5 milimetru dlouhá. Tělo hmyzu je skryto pod bělavým štítkem. Když se shromáždí kolonie jedinců, kůra stromů nebo plody vypadají jako zasněžené.
Dospělí samci mají křídla a vyhledávají samice, zatímco samice křídla nemají a zůstávají trvale na jednom místě.

## Rozšíření
Štítenka morušová pochází z východní Asie, ale byla zavlečena do mnoha dalších částí světa. V Evropě byl poprvé zjištěna v Itálii v 19. století. Nyní se vyskytuje již v mnoha evropských státech, ale také v Ázerbájdžánu, Gruzii, Rusku, na Ukrajině nebo v Turecku.
V České republice byl výskyt štítenky morušové poprvé prokázán na katalpě trubačovité v březnu 2005 v Pardubicích. V roce 2006 byly zjištěny další dvě lokality s napadenými katalpami, a to v Praze. V dalších letech byl výskyt zjištěn na dalších lokalitách, např. v okresech Plzeň-sever, České Budějovice, Litoměřice, Brno-venkov, Frýdek-Místek, Opava nebo Ostrava. V roce 2018 byl zjištěn výskyt štítenky morušové v ČR i na rybízu červeném.

## Hostitelé
Štítenka morušová je polyfágní, má tedy mnoho rostlinných hostitelů. Jedná se zejména o škůdce ovocných stromů, jako jsou broskvoně, švestky, meruňky, třešně, rybíz, vinná réva, fíky, moruše, jabloně, hrušně, kiwi a ořešák. Napadá také různé okrasné rostliny, včetně jerlínu, jeřábu, šeříku, katalpy, brslenu, pustorylu nebo pavlovnie.

## Životní cyklus
Dospělé samice nakladou 100 až 150 vajíček, počet do značné míry závisí na živné rostlině. Vejce se líhnou po třech nebo čtyřech dnech. Nově vylíhlé nymfy prvního instaru jsou pohyblivé a rozptýlí se do jiných částí rostliny. Samci mají pět instarů, zatímco samice tři; pozdější instary jsou nehybné. Za rok mohou vzniknout až čtyři generace.
K přesunu na nová místa může dojít, když nymfy odfoukne vítr nebo když přilnou k ptákům nebo létajícímu hmyzu.

## Škůdce
Štítenka morušová je škůdcem řady ovocných a okrasných rostlin, zejména dřevin v teplejších oblastech. V USA způsobuje škody převážně na broskvoních, vinné révě a kiwi. V Evropě způsobila značné škody na broskvoních ve Francii a moruších v Maďarsku. Vzhledem k postupnému rozšiřování štítenky v ČR lze se vzrůstajícím oteplováním očekávat nárůst její škodlivosti.
Lze také očekávat, že štítenka bude v ČR rozšiřovat své hostitelské spektrum, a to včetně keřů drobného ovoce a ovocných dřevin.
Chemická ochrana je problematická, protože štítenka je po většinu života chráněna voskovým štítkem. Nejefektivnější je tedy načasovat aplikaci do období výskytu larev prvního instaru, které štítky ještě nevytváří. Vhodná doba na ošetření ale trvá zpravidla jen několik málo dní.